# Inon Zur

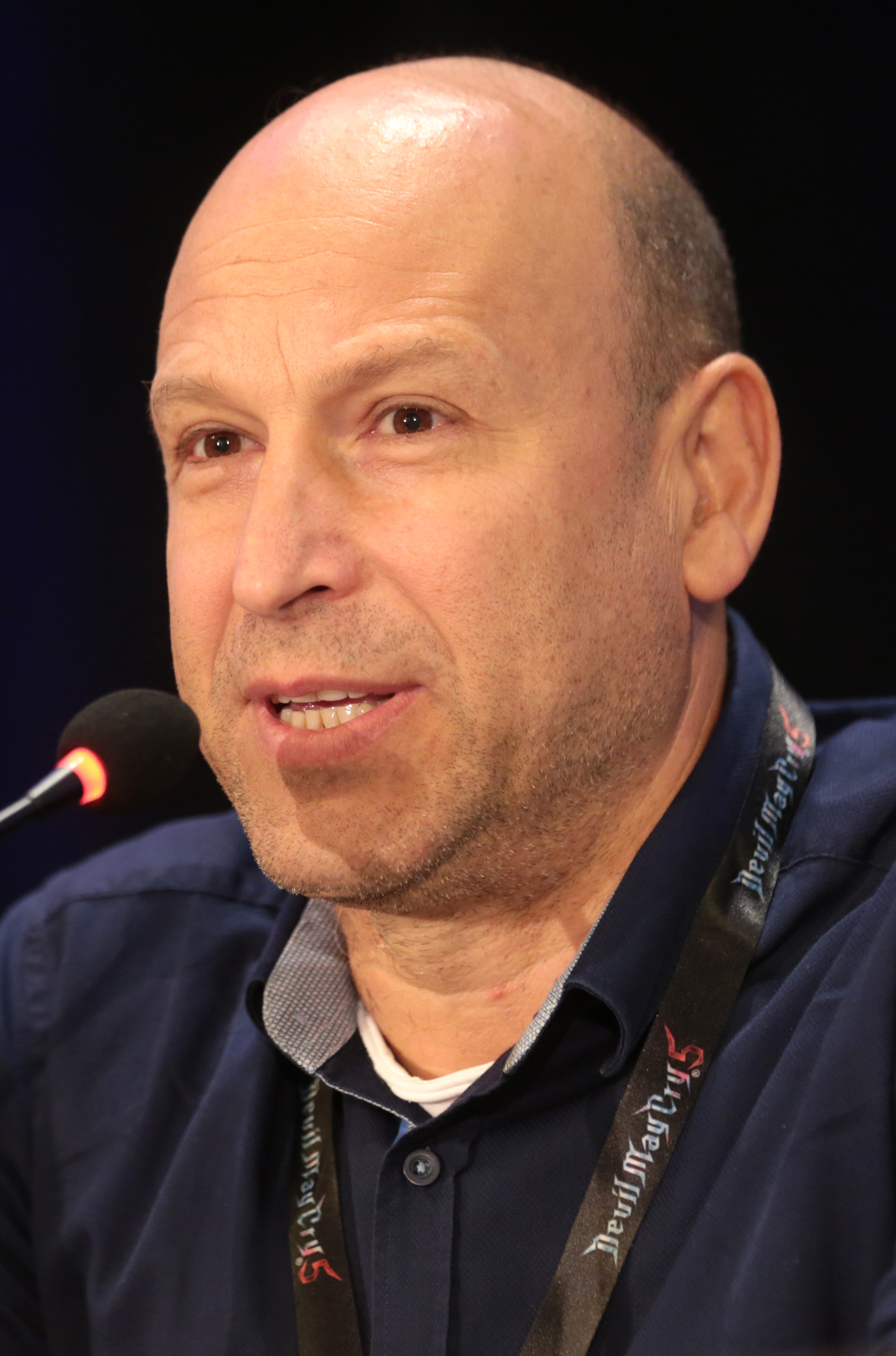
Inon Zur

Inon Zur (nascido em 4 de julho, 1965 em Israel) é um compositor de músicas para filmes, televisão e jogos eletrônicos. O seu trabalho é, em boa parte, orquestral, e semelhante aos trabalhos de compositores de Hollywood como Steve Jablonsky e Hans Zimmer, com uso de padrões de percussão complexos e bastante "pesados".